# Gracias a Dios (película)
Gracias a Dios, título original en francés Grâce à Dieu, es una película franco-belga de drama dirigida por François Ozon. Ganó el Gran Premio del Jurado en el 69.º Festival Internacional de Cine de Berlín.

## Sinopsis
Alexandre vive en Lyon con su esposa e hijos. Por casualidad, se entera de que el sacerdote que abusó de él cuando era un boy scout sigue trabajando con niños. Se lanza a un combate al que se unen François y Emmanuel, otras víctimas del sacerdote, con el fin de liberarse de sus sufrimientos a través de la palabra. Pero las repercusiones y consecuencias de sus testimonios no dejarán a nadie indemne. 

## Reparto
- Melvil Poupaud como Alexandre Guérin.
- Denis Ménochet como François Debord.
- Swann Arlaud como Emmanuel Thomassin.
- Éric Caravaca como Gilles Perret.
- François Marthouret como Cardenal Barbarin.
- Bernard Verley como Bernard Preynat.
- Josiane Balasko como Irène Thomassin.
- Martine Erhel como Régine Maire.
- Hélène Vincent como Odile Debord.
- Frédéric Pierrot como Capitán Courteau.
- Aurélia Petit como Marie Guérin.

## Producción
La fotografía principal de la película comenzó el 12 de febrero de 2018 y duró hasta el 13 de abril de 2018 en París, Francia y Bélgica.

## Asuntos legales
El sacerdote retratado en la película, Bernard Preynat, intentó bloquear el estreno de la película.

## Premios
| Año  | Premio                                   | Categoría                                          | Nominado        | Resultado |
| ---- | ---------------------------------------- | -------------------------------------------------- | --------------- | --------- |
| 2019 | Festival Internacional de Cine de Berlín | Oso de oro-Mejor película                          | François Ozon   | Nominado  |
| 2019 | Festival Internacional de Cine de Berlín | Oso de plata-Gran Premio del Jurado-Mejor película | François Ozon   | Ganador   |
| 2020 | Premios César                            | Mejor película                                     | François Ozon   | Nominado  |
| 2020 | Premios César                            | Mejor dirección                                    | François Ozon   | Nominado  |
| 2020 | Premios César                            | Mejor actor                                        | Melvil Poupaud  | Nominado  |
| 2020 | Premios César                            | Mejor actor secundario                             | Denis Ménochet  | Nominado  |
| 2020 | Premios César                            | Mejor actor saecundario                            | Swann Arlaud    | Ganador   |
| 2020 | Premios César                            | Mejor actriz secundaria                            | Josiane Balasko | Nominada  |
| 2020 | Premios César                            | Mejor guion original                               | François Ozon   | Nominado  |
| 2020 | Premios César                            | Mejor montaje                                      | Laure Gardette  | Nominada  |